# Ramkhamhaeng University Stadium
Das Ramkhamhaeng University Stadium (Thai สนาม มหาวิทยาลัยรามคำแหง) ist ein Mehrzweckstadion im Bezirk Bang Kapi in der thailändischen Hauptstadt Bangkok. Es wird hauptsächlich für Fußballspiele genutzt. Das Stadion hat eine Kapazität von 6000 Personen. Eigentümer und Betreiber des Stadions ist die Ramkhamhaeng-Universität.

## Nutzer des Stadions
| Verein                       | Zeitraum der Nutzung |
| ---------------------------- | -------------------- |
| Bangkok Christian College FC | 2009                 |
| Look E San FC                | 2010                 |
| Look E San FC                | 2012                 |
| Look E San FC                | 2016 bis heute       |
| BTU United FC                | 2011 bis 2015        |
| Lookphorkhun United FC       | 2016                 |